# Fevillea trilobata
Fevillea trilobata är en gurkväxtart som beskrevs av Carl von Linné. Fevillea trilobata ingår i släktet Fevillea och familjen gurkväxter. Inga underarter finns listade i Catalogue of Life.